# Marsden Point

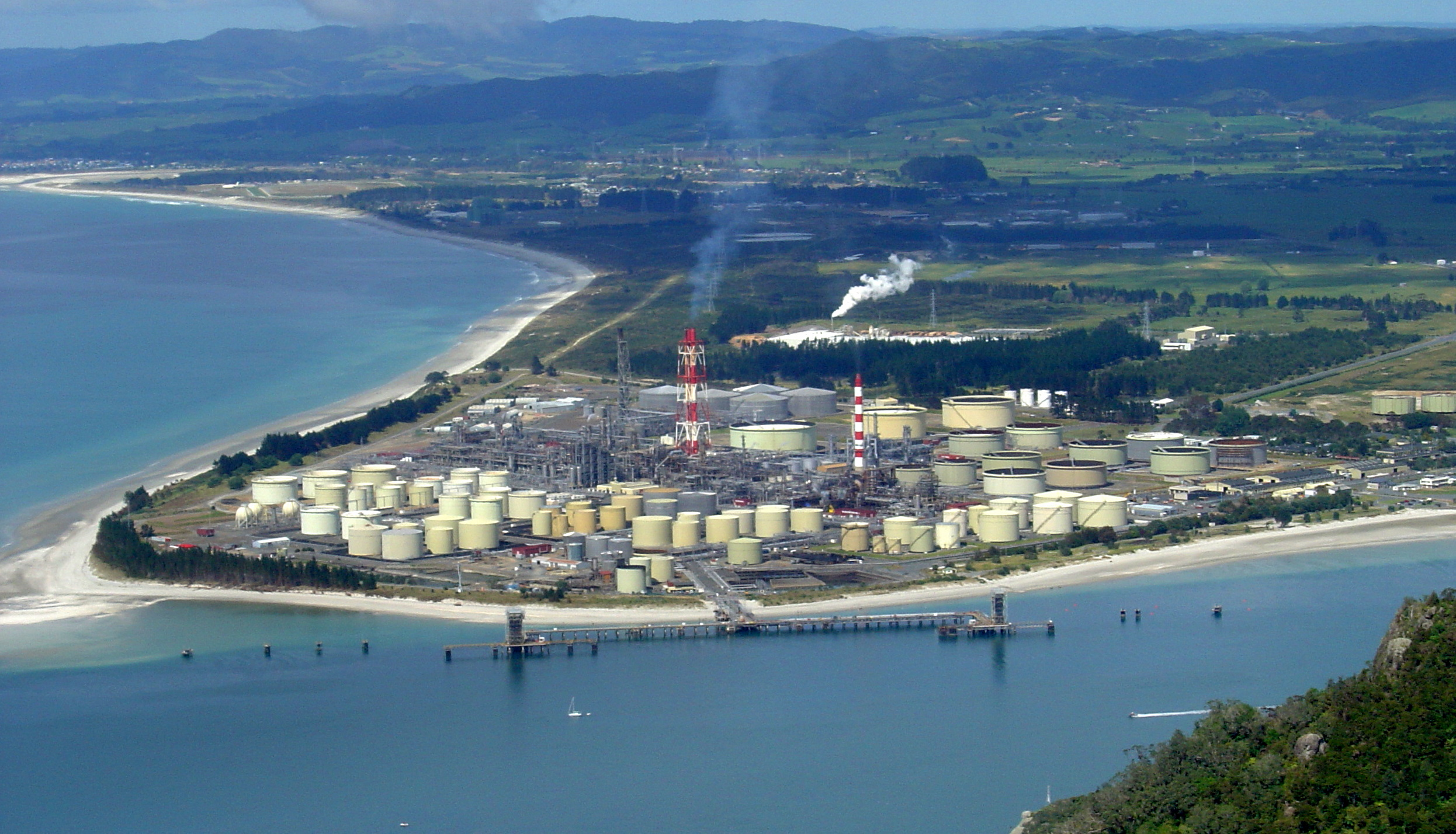
Blick vom Mount Manaia nahe dem Whangārei Head auf die Industrieanlagen vom Marsden Point

Marsden Point ist ein Industriestandort im Osten der Region Northland vor der Nordinsel von Neuseeland.

## Geographie
Marsden Point befindet sich an der südlichen Seite des Hafenausgangs des Whangārei Harbours, rund 19 km südöstlich von Whangārei. Im Gegensatz zum Marsden Point, der direkt den Industriestandort beschreibt, umfasst Greater Marsden Point eine Fläche von rund 2500 Hektar und schließt die Siedlungen One Tree Point im Westen und Ruakaka im Süden mit ein.
Zum Marsden Point zählt auch die Hafenanlage Northport, die sich im östlichen Teil des Whangārei Harbours befindet.

## Raffinerie
Die Marsden Point Refinery ist die einzige Raffinerie Neuseelands. Mit dem Bau der Anlage wurde im Jahr 1962 begonnen und 1964 fertiggestellt. Seitdem wird die Anlage von The New Zealand Refining Company (NZRC), auf dem Markt Refining NZ genannt, betrieben. Die Entscheidung für den Standort fiel aufgrund des Tiefwasserhafens und des geringeren Erdbebenrisikos.
Fast die Hälfte ihres produzierten Kraftstoffs geht über eine Pipeline in die neuseeländische Metropole nach Auckland. Der Rest wird per Schiff an die Häfen Neuseelands verteilt. Damit deckt die Raffinerie, an der Firmen wie BP, Chevron, ExxonMobil und [[Aotea Energy|Aotea Energy]] beteiligt sind, rund 80 % des Öl- und Kraftstoffmarktes in Neuseeland ab.